# 波罗的海公约
波罗的海公约（英語：Baltic Entente），1934年9月12日立陶宛、拉脱维亚、爱沙尼亚3国所签订的共同防御条约，该约缔结为其进行外交等方面进一步合作奠定了基础。第一次世界大战后，芬兰、爱沙尼亚、拉脱维亚、立陶宛、波兰等由原俄罗斯帝国中获得独立的相关国家之间便开始为建立防御联合而进行外交努力。至20世纪20年代中期，形成大波罗的海国家同盟之构想伴随谈判未果而告终。1923年，拉脱维亚、爱沙尼亚两国达成双边防御协定。1934年，立陶宛被成功允许加入该组织并于日内瓦签订有效期10年的《谅解与合作条约》。规定：3国一方受攻击时，其他两国应给予援助；每半年进行一次外交部长会议，以协调外交政策并开展活动；3国在外交与政治方面相互支持。不论任何国际会议，3国均合派一名代表参加。1936年拉脱维亚代表3国当选国际联盟非常任理事国，从而促进了3国在文化、经济与外交方面的广泛合作，但其防御性未得以发挥。1940年，立陶宛、拉脱维亚、爱沙尼亚被强行并入苏联，成为其加盟共和国而丧失独立。

## 扩展阅读
- 海間聯邦
- Purlys, Vidmantas; Vilkelis, Gintautas. . NATO Review. September 1995, 5 (43): 27–31  [2014-01-11]. （原始内容存档于2021-02-24）.
- Łossowski, Piotr; Bronius Makauskas. . Scientific Editor Andrzej Koryna. Warszawa: Instytut Historii PAN; Fundacja Pogranicze. 2005. ISBN 83-88909-42-8 （波兰语）.